# Homme de Java
« Pithecanthropus erectus » redirige ici. Pour l'album de jazz, voir Pithecanthropus Erectus.
L'Homme de Java est le nom donné à un ensemble de fossiles appartenant à l'espèce Homo erectus, découverts à Trinil, au bord du fleuve Solo (12 km à l'ouest de Ngawi), dans la province de Java oriental. Les premiers vestiges fossiles ont été découverts en 1891 et 1892 par le médecin et anatomiste néerlandais Eugène Dubois. Ils lui ont permis de définir en 1894 l'espèce Pithecanthropus erectus, renommée dans les années 1960 Homo erectus. D'autres fossiles ont été mis au jour par la suite à Trinil, en 1898 et 1900, puis en 1978. L'attribution de certains d'entre eux à l'espèce Homo erectus est discutée. Selon la dernière étude de datation publiée en 2014, la couche géologique des fossiles de 1891 serait datée d'environ 500 000 ans.

## Historique
Entre les deux ouvrages majeurs de Charles Darwin, L'Origine des espèces en 1859 et La Filiation de l'homme et la sélection liée au sexe en 1871, le biologiste et philosophe allemand Ernst Haeckel proposa un arbre généalogique théorique de l’Homme, dans lequel il faisait apparaitre un « chainon manquant », un être intermédiaire entre le singe et l’homme. Dans son ouvrage L’Histoire de la création naturelle paru en 1868, il nomma cette créature hypothétique Pithecanthropus alalus. Le nom de genre était formé à partir des racines grecques πίθηκος, píthēkos, « grand singe » et ἄνθρωπος, anthropos, « homme ». Le nom d’espèce était formé sur le préfixe privatif « a- » et le λαλέω / laleô, « parler » : l’absence de langage articulé était en effet considérée comme l’une des caractéristiques nécessaires du Pithécanthrope. 
Le médecin anatomiste néerlandais Eugène Dubois, passionné par les nouvelles théories relatives à l’origine de l’Homme, entreprit de rechercher les fossiles prouvant l’existence du Pithécanthrope, que Ernst Haeckel et le naturaliste anglais Alfred Russel Wallace imaginaient originaire d'Asie, notamment parce qu'on voit parfois les gibbons d'Asie du Sud-Est utiliser la marche bipède sur de courtes distances. Pour cela, il s’engagea comme médecin militaire dans l’armée des Indes orientales néerlandaises. Nommé en 1887 à Sumatra, en Indonésie, il s’y rendit convaincu qu’il trouverait sous les tropiques les traces d’un être intermédiaire entre l’Homme et les grands singes,.

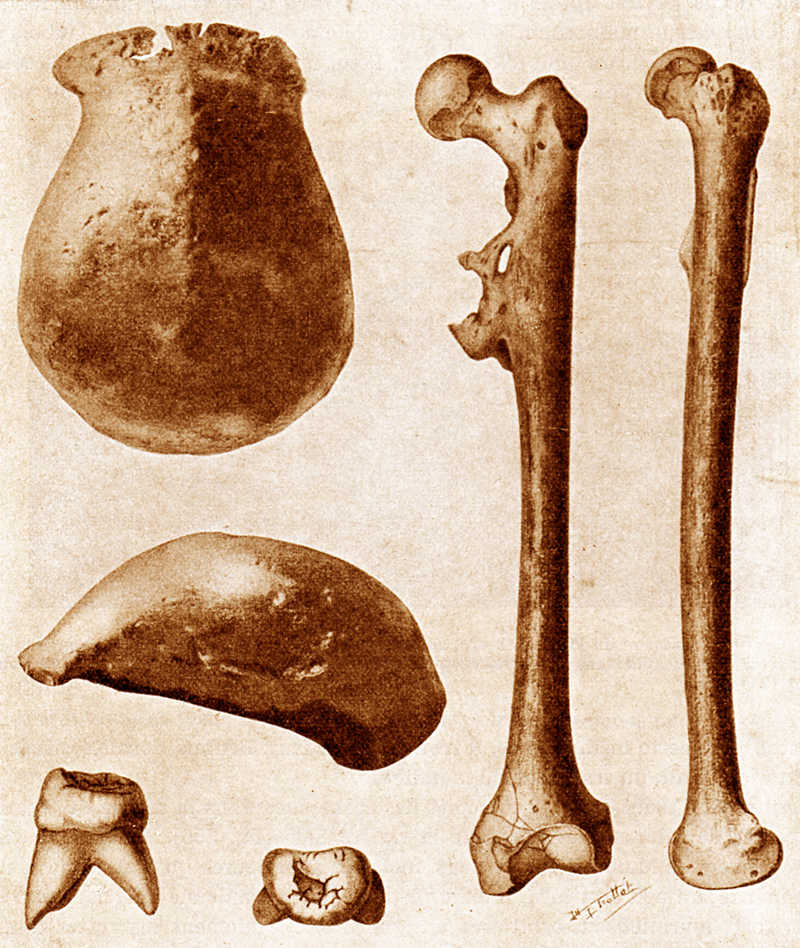
Fossiles découverts par Eugène Dubois ayant servi à définir Pithecanthropus erectus.

Après deux années de recherches infructueuses à Sumatra, la découverte de l'Homme de Wajak en 1888 dans l'est de l'ile de Java l'incita à se rendre à Java, où il entreprit de fouiller les dépôts alluviaux du fleuve Solo, à Trinil, assisté de deux ingénieurs et d’un groupe de prisonniers condamnés aux travaux forcés. En 1891, il découvrit une molaire supérieure droite (Trinil 1) et une calotte crânienne très particulière (Trinil 2), présentant des caractéristiques qu’il considéra d'abord comme proches des grands singes. Il proposa dans un premier temps l'appellation Anthropopithecus. En aout 1892, son équipe exhuma à 15 mètres des premiers fossiles un fémur portant une excroissance pathologique (Trinil 3) mais très proche d’un fémur d'homme moderne, appartenant incontestablement à un être parfaitement bipède. En 1894, Dubois décrivit ces différents fossiles comme les restes d’une espèce inconnue jusqu’alors, Pithecanthropus erectus, le « singe-homme érigé ». La bipédie évidente montrée par le fémur, combinée à la faible capacité crânienne estimée de Trinil 2, permettaient à Eugène Dubois d'affirmer qu'il avait découvert le fameux « chainon manquant » entre le singe et l'Homme annoncé par Ernst Haeckel,.
La publication d’Eugène Dubois fut accueillie avec scepticisme en Europe. Seul l'Homme de Néandertal était alors connu, et ses rares fossiles, tout comme ceux de l’Homme de Cro-Magnon, suscitaient encore des débats passionnés. De nombreux spécialistes doutaient du caractère humain de la calotte crânienne de Java et surtout de son association avec le fémur. Le doute a depuis été levé sur la calotte crânienne, qui appartient bien à l'espèce Homo erectus, mais le fémur demeure discuté.
Après le retour d'Eugène Dubois en Europe, son équipe reprit les fouilles et mit au jour en 1898 et 1900 sur le même site d'autres fossiles humains, une série de fémurs partiels et une prémolaire, notés Trinil 5 à 8.
En 1950, le biologiste germano-américain Ernst Mayr proposa de renommer le Pithécanthrope sous le nom d'Homo erectus, ce qui fut entériné dans les années 1960. En 1978, le chercheur indonésien Teuku Jacob découvrit deux fragments de fémurs supplémentaires sur le site de Trinil, notés Trinil 9 et 10.

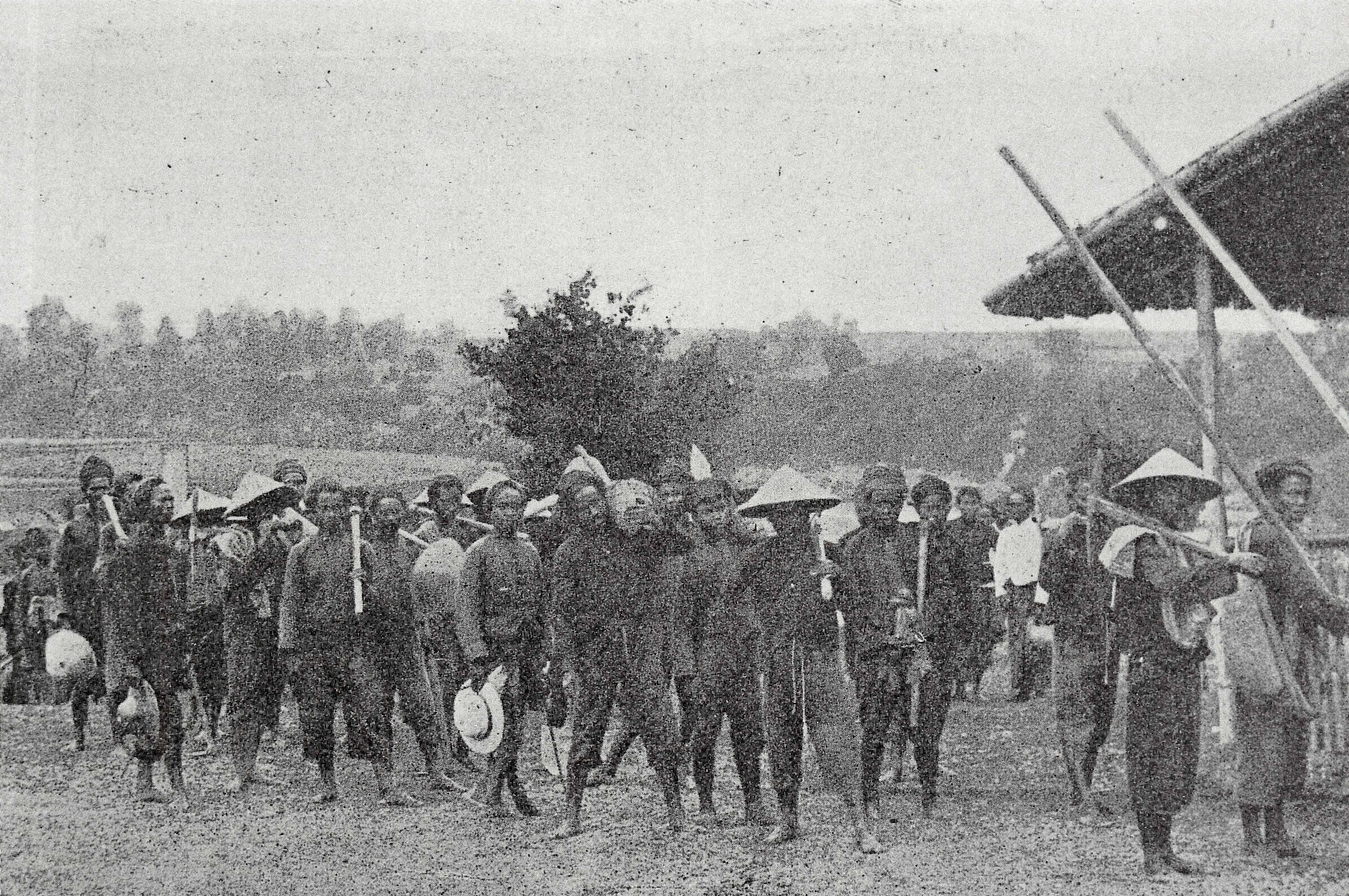
Eugène Dubois et ses coolies à Trinil dans les années 1890.

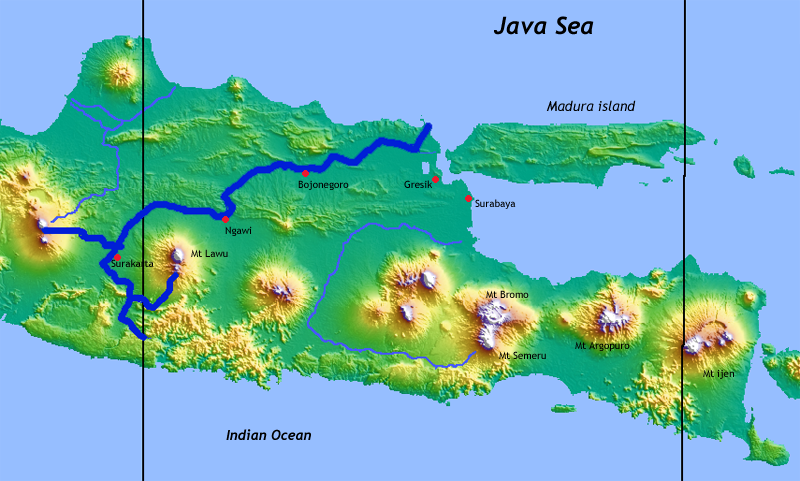
Carte topographique du fleuve Solo. Trinil se trouve 12 km à l'ouest de Ngawi, sur le fleuve Solo.

## Liste des fossiles de Trinil

### Fossiles découverts par Eugène Dubois
En 1891 et 1892, Eugène Dubois découvrit une calotte crânienne, un fémur, et deux molaires dans la formation géologique Trinil H.K.
- Trinil 1 : molaire supérieure droite, 1891
- Trinil 2 : calotte crânienne, 1891
- Trinil 3 : fémur I, fémur gauche complet pathologique, 1892[8]
- Trinil 4 : molaire, 1892

En 1894, Eugène Dubois décrivit le Pithecanthropus erectus sur la base de ces fossiles.

### Fossiles découverts par l'équipe d'Eugène Dubois
Eugène Dubois était rentré en Europe, mais son équipe découvrit en 1898 et 1900 de nouveaux vestiges humains, supposément sur le même site, une dent et plusieurs diaphyses fémorales, qui sont des fémurs sans leurs articulations proximale et distale, mais la couche géologique où ont été trouvés les fémurs est incertaine, et leur attribution discutée :
- Trinil 5 : prémolaire inférieure, 1898, formation Trinil H.K.[9]
- Trinil 6 : fémur II, fémur droit sans extension distale, 1900
- Trinil 7a : fémur III, diaphyse gauche, 1900
- Trinil 7b : fémur V, fragment de diaphyse gauche, 1900
- Trinil 8 : fémur IV, diaphyse droite, 1900

### Fossiles découverts par Teuku Jacob
Deux fragments de fémurs humains ont été découverts en 1978, supposément sur le même site, par le chercheur indonésien Teuku Jacob :
- Trinil 9 : diaphyse droite, 1978
- Trinil 10 : diaphyse droite incomplète, 1978

## Datations et débats
Les fossiles découverts par Eugène Dubois ont été estimés âgés d'environ 700 000 ans par le chercheur germano-néerlandais Gustav von Koenigswald dans les années 1930. Puis des études ont proposé un âge compris entre 1 million et 700 000 ans, qui est resté longtemps admis. En 2014, une nouvelle étude a daté la couche géologique de Trinil 2 entre 540 000 et 430 000 ans.
Le fossile Trinil 2 reste attribué à l'espèce Homo erectus, mais les deux molaires ont été réattribuées en 2019 par le chercheur français Clément Zanolli à l'espèce Meganthropus palaeojavanicus, qui ne ferait pas partie de la sous-tribu des Hominina.
Les fémurs et fragments de fémurs paraissent très modernes à plusieurs chercheurs, qui se demandent si certains d'entre eux ne seraient pas plutôt des fémurs d'Homo sapiens, introduits par des remaniements géologiques dans la couche stratigraphique de la calotte crânienne Trinil 2, à moins qu'ils aient été trouvés dans une couche géologique distincte. Le débat n'est toujours pas tranché à ce jour.